# Jeff Kenna
Pour les articles homonymes, voir Kenna (homonymie).
Jeffrey Jude Kenna, couramment appelé Jeff Kenna, est un footballeur puis entraîneur irlandais, né le 27 août 1970 à Dublin. Évoluant au poste d'arrière droit, il est principalement connu pour ses saisons à Southampton, Blackburn Rovers, Birmingham City, Derby County et Kidderminster Harriers ainsi que pour avoir été sélectionné en équipe d'Irlande.

## Biographie

### Carrière en club
Natif de Dublin, il grandit en Irlande mais rejoint rapidement l'Angleterre pour intégrer le centre de formation de Southampton, avec qui il devient professionnel en 1988. Il joue son premier match le 4 mai 1991 pour une défaite 2-6 contre Derby County au Baseball Ground.
Il devient un titulaire indiscutable de la défense des Saints à partir de la saison 1992-93 et jusqu'au 15 mars 1995, quand il quitte le club après 114 matches de championnat et 4 buts. C'est en effet à cette date qu'il est recruté par Blackburn Rovers pour 1 500 000 £, ce qui lui permet de participer au titre champion d'Angleterre reçu par le club à la fin de la saison.
Il devient le titulaire du poste d'arrière droit des Blackburn Rovers jusqu'à la saison 1999-2000 à l'issue de laquelle les Rovers sont relégués en Division One. Il connaît ensuite des périodes de prêt à Tranmere Rovers, Wigan Athletic et enfin à Birmingham City.
Ce dernier prêt lui permet de convaincre les dirigeants des Blues de le recruter en transfert gratuit le 24 décembre 2001. Il remporte de suite la promotion en Premier League après avoir gagné les play-offs de promotion et retrouve donc l'élite, une première depuis 20 ans pour le club.
Il rejoint Derby County en mars 2004 en transfert gratuit et devient capitaine de l'équipe en 2005. Son contrat n'est toutefois pas renouvelé et il quitte le club en mai 2006. En août de cette même année, il s'engage pour Kidderminster Harriers qui joue alors en Conference National. Avec les Harriers, il joue la finale du FA Trophy en 2007, perdue 2-3 au Stade de Wembley contre Stevenage Borough. Il devient ainsi le 12 mars 2007 et en compagnie de Steve Guppy qui porte le maillot adverse, le premier joueur à avoir joué dans les deux stades de Wembley, ayant joué dans l'ancien stade à deux occasions.
Il décide alors de revenir en Irlande en devenant entraîneur de Galway United, reprenant le poste de son équipier en équipe d'Irlande espoirs, Tony Cousins. Le club est alors confronté à de graves problèmes sportifs (classé en bas de tableau) et financiers, au point qu'il a dû se séparer de beaucoup de joueurs. Kenna décide alors de rechausser les crampons pour aider son club et prend donc un contrat de joueur-entraîneur le 15 juillet 2008.
Il arrive alors à sublimer des jeunes joueurs inexpérimentés et à créer un véritable esprit d'équipe, réalisant cinq victoires, un nul et une défaite pour la fin de la saison, sauvant le club d'une relégation qui lui semblait pourtant promise, dépassant Fin Harps d'un point au classement final.
Il décide de quitter le club pour prendre en main St. Patrick's Athletic le 15 janvier 2009. Ses résultats sont beaucoup moins bons qu'avec Galway United au point que les supporteurs réclament rapidement son départ, mais un résultat inespéré en Ligue Europa 2009-10 avec l'élimination du club russe de Krylia Sovetov Samara lui permet d'avoir un répit de ce côté-là.
Néanmoins, d'autres résultats décevants le poussent à démissionner le 18 septembre 2009. Depuis le 1er août 2011, il travaille comme entraîneur à l'IMG Academy (en) de Bradenton en Floride.
Son frère, Colin Kenna (en), est un boxeur professionnel et il est cousin avec Pat Scully, lui aussi footballeur international irlandais.

### Carrière internationale
Il reçoit, entre 1988 et 1992, huit sélections en équipe d'Irlande espoirs, puis en 1994, une sélection en Irlande B (en).
Entre 1995 et 1999, il reçoit 27 sélections en équipe d'Irlande.
Il joue son premier match en équipe nationale le 26 avril 1995, contre le Portugal, dans le cadre des éliminatoires de l'Euro 1996 (victoire 1-0 à Dublin). Il reçoit sa dernière sélection le 17 novembre 1999, contre la Turquie, lors d'un match comptant pour les éliminatoires de l'Euro 2000 (match nul 0-0 à Bursa).
Il dispute huit matchs rentrant dans le cadre des éliminatoires du mondial 1998.

## Palmarès
- Blackburn Rovers :
  - Champion d'Angleterre : 1994-95
- Southampton :
  - Finaliste de la Full Members Cup : 1992
- Birmingham City :
  - Vainqueur des play-offs de promotion en Premier League : 2002
- Kidderminster Harriers :
  - Finaliste du FA Trophy : 2007

## Sources
- (en) Stephen McGarrigle, The Complete who's who of Irish international football : 1945-1996, Edimbourg, Mainstream Publishing, octobre 1996, 237 p. (ISBN 1-85158-894-9), p. 109